# Polizeiruf 110: Abgründe (1995)
Abgründe ist ein Kriminalfilm des ORF von Susanne Zanke aus dem Jahr 1995 und erschien als 174. Folge der Filmreihe Polizeiruf 110. Es ist nach Lauf, Anna, lauf! die zweite und zugleich letzte Folge mit Inspektor Gerhard Walleck, verkörpert durch Helmut Berger. Es sind die beiden einzigen Episoden, die vom ORF produziert wurden.

## Handlung
Die zwölfjährige Tochter von Klaus und Clara Benning wird ermordet aufgefunden. Als der Gerichtsmediziner feststellt, dass das Mädchen in so jungem Alter schwanger war, befasst sich Inspektor Gerhard Wallek näher mit der Familie und muss dabei tiefe Abgründe entdecken.

## Kritik
Die Kritiker der Fernsehzeitschrift TV Spielfilm lobten diesen Polizeiruf und bewerteten ihn als „Handfeste Fernsehkrimiunterhaltung.“